# プロスペロ (人工衛星)
プロスペロ（英: Prospero）、またはX-3はイギリスの人工衛星。イギリスのロケットにより打ち上げられ、成功した唯一の衛星である。
当初はパックと呼ばれていたが、イギリスのロケットを使用する最後の打ち上げとなることが発表されたときに、プロスペロと改名された。
1971年10月28日、04時09分（GMT）に南オーストラリア州のウーメラ試験場より打ち上げられた。これによりイギリスは、ソ連、アメリカ、フランス、日本、中国に続き、世界で6番目に国内で開発されたロケットを使用して人工衛星の軌道投入に成功した国となった。なお、この打ち上げの前にブラックアローを使用してオルバを打ち上げようとしたが失敗している。
プロスペロは太陽電池の試験と流星塵探知を行った。テープレコーダーも搭載していたが、730回の使用後、1973年4月24日に故障した。
2006年時点でプロスペロからの無線伝播は137.560 MHzで未だ続いている。ただし、公的には1996年にイギリスのen:Defence Research Establishmentsがハンプシャーのen:Lashamにある衛星トラッキング施設を閉鎖した際に動作を停止させたことになっている。